# Serra San Bruno
Serra San Bruno ist eine Stadt mit 6292 Einwohnern (Stand 31. Dezember 2023) in der italienischen Provinz Vibo Valentia in der Region Kalabrien.
Der Ort liegt etwa 36 km südöstlich von Vibo Valentia am Fuß des Monte Pecoraro (1423 Meter). Das Gebiet der Gemeinde liegt 870 m ü. d. M. und umfasst 39 km².
Die Nachbargemeinden sind Arena, Gerocarne, Mongiana, Spadola und Stilo (RC).

## Wirtschaft
Die Bevölkerung lebt vom Abbau und der Verarbeitung von Granit, von der Forstwirtschaft in der großen umliegenden Waldregion (typischer Laubwald mit großem Pilzaufkommen) und der Holzverarbeitung.  In Serra San Bruno und Umgebung werden große Mengen von Holzkohle auf traditionelle Art und Weise hergestellt.

## Sehenswürdigkeiten
Bekannt ist der Ort vor allem wegen der Kartause Santo Stefano, die Ende des 11. Jahrhunderts errichtet wurde. Im historischen Stadtkern liegt die Barockkirche Chiesa dell’Addolorata, in deren Innenraum sich zahlreiche Kunstwerke aus der Kartause befinden. Viele Häuser des Orts sind mit kunstvollen Portalen und Schmiedwerken ausgestattet, eine Tradition, die auf die Kartäusermönche zurückgeht.

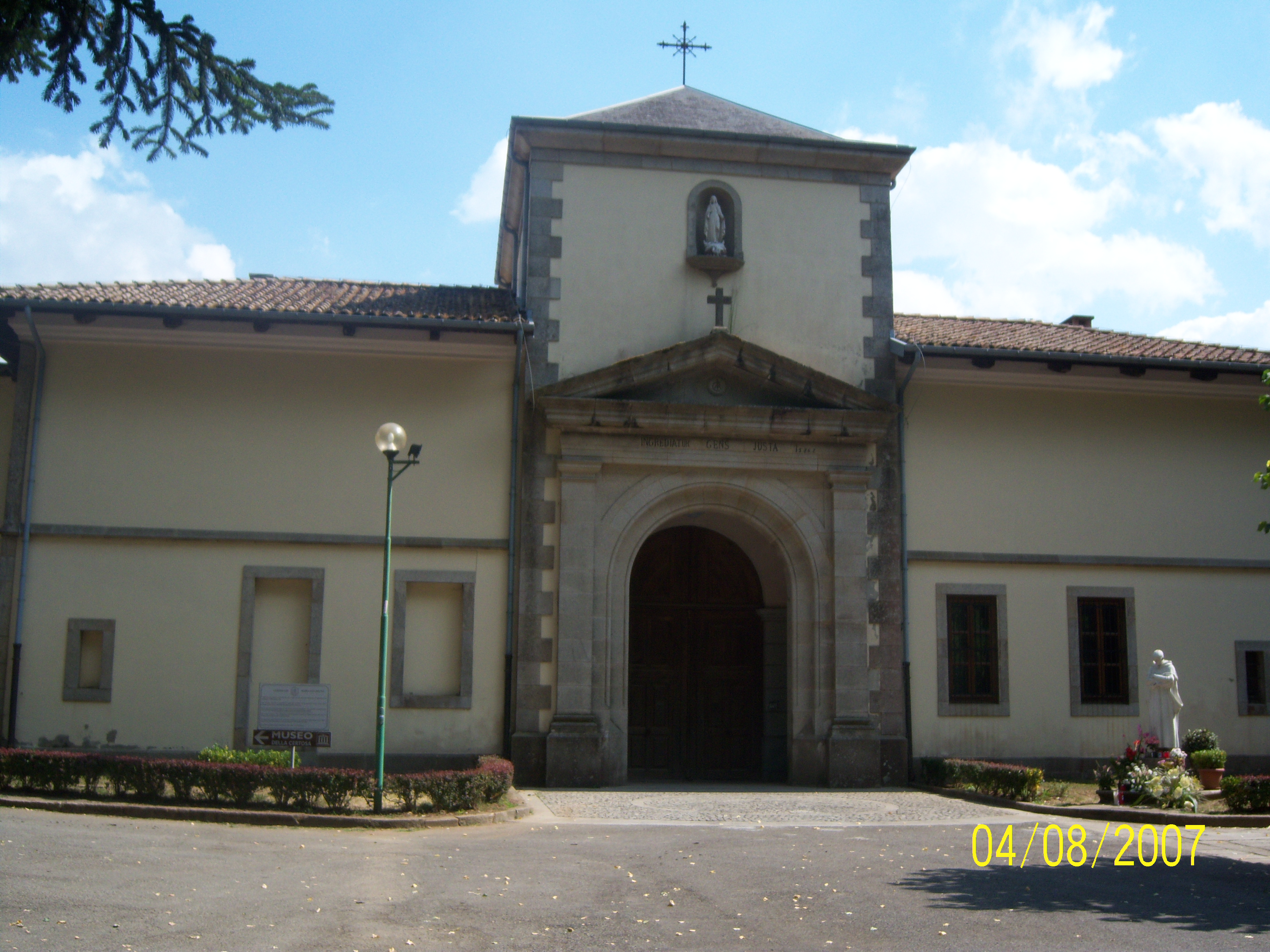
Kartause Santo Stefano
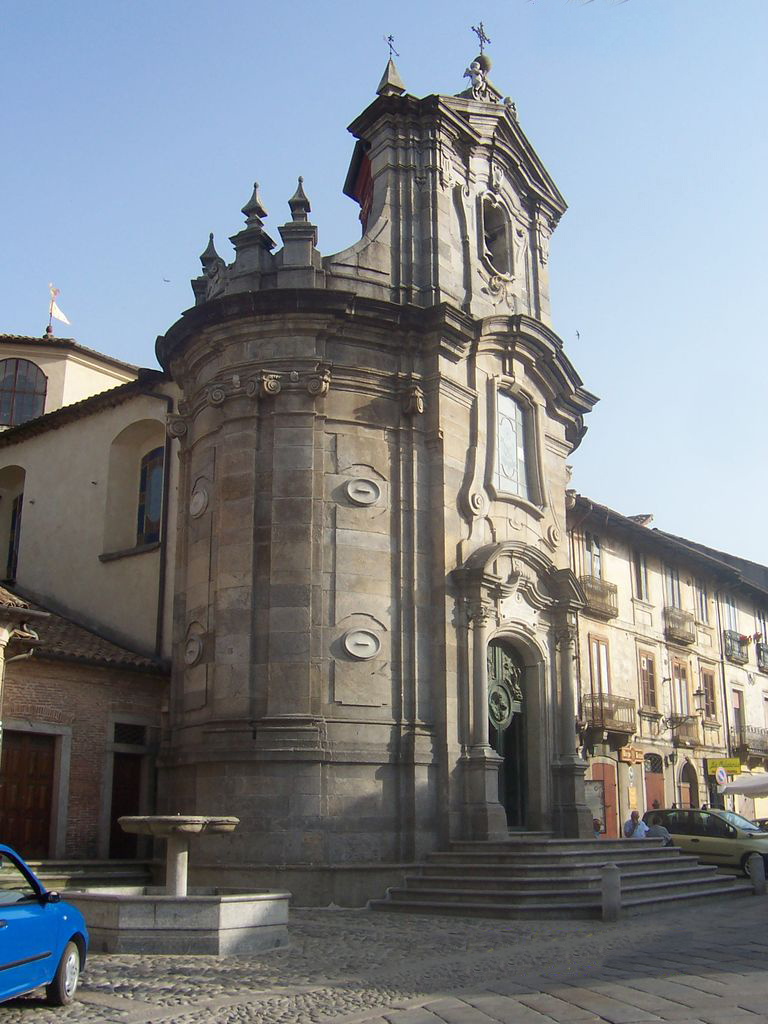
Chiesa dell’Addolorata
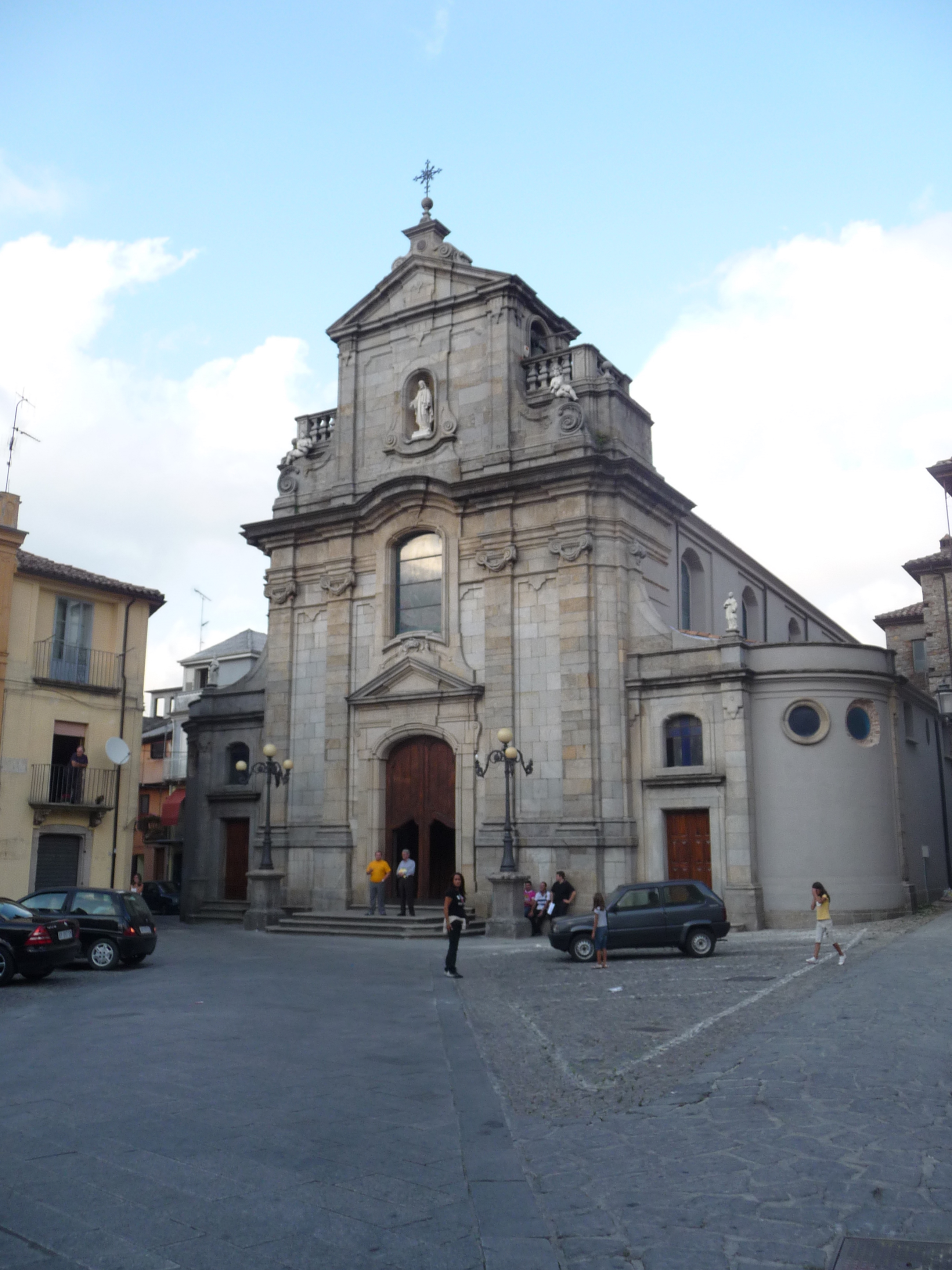
Chiesa di San Biagio
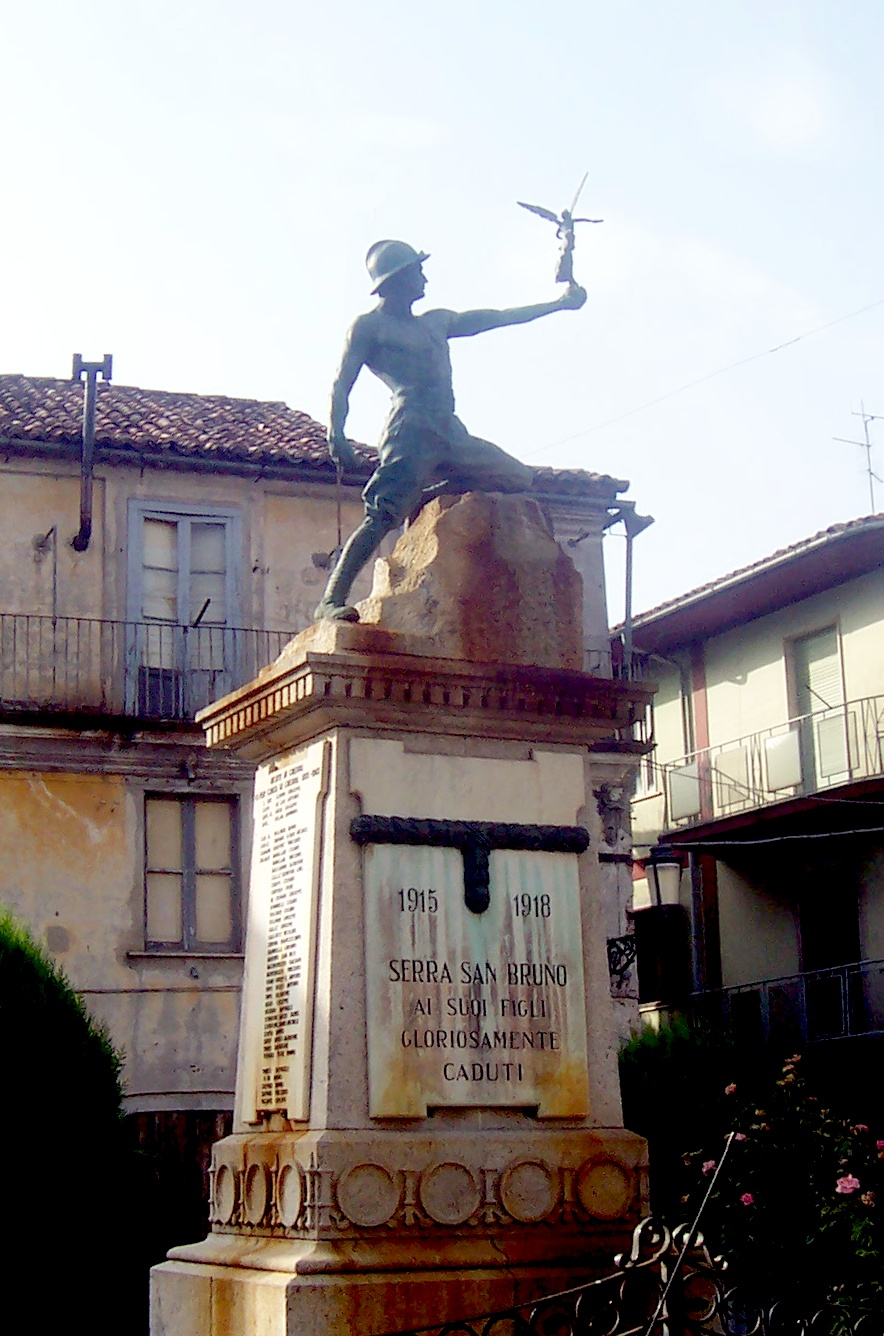
Denkmal für die Gefallenen
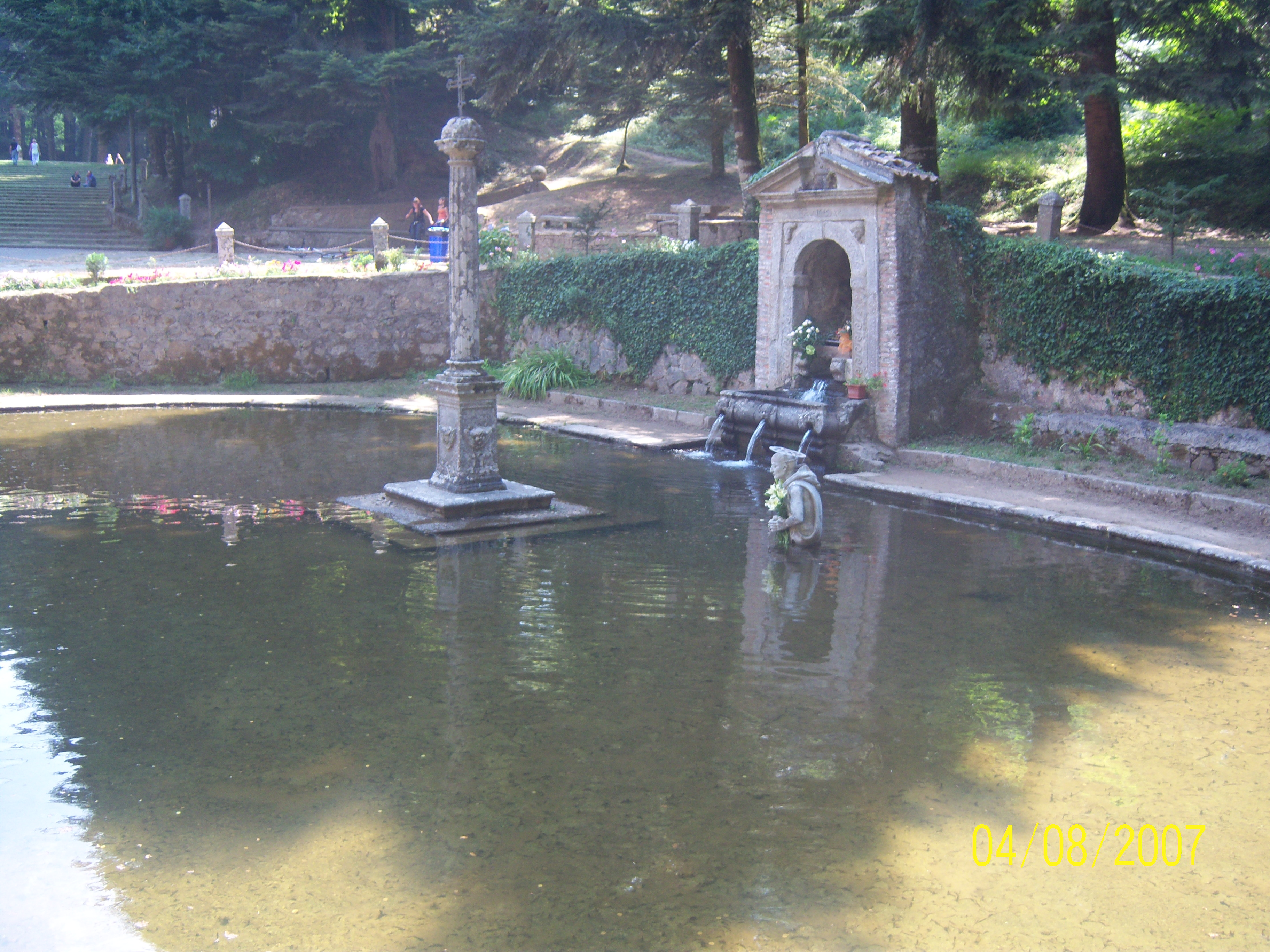
Teich in Serra San Bruno